# Tivoli (stacja kolejowa)
Tivoli (wł. Stazione di Tivoli) – stacja kolejowa w Tivoli, w regionie Lacjum, we Włoszech. Znajdują się tu trzy perony. Znajduje się na linii Rzym-Pescara oraz na linii FR2. Według klasyfikacji RFI ma kategorię srebrną